# Лесуков, Алексей Анатольевич
Алексей Вадимович Лесуков (род. 6 мая 1988 года, Апатиты, Мурманская область, Россия) — российский культурист. Двукратный чемпион России среди юниоров.

## Биография
Алексей Лесуков родился 6 мая 1988 года в городе Апатиты Мурманской области Российской Федерации. О своем генетическом потенциале сам Алексей говорил так: «Родители, обычные люди. Спортом профессионально никто не занимался, но предки по отцовской и материнской линии были коренастого телосложения. В 11 лет у меня началось половое созревание, начали появляться растяжки на теле, которые образовались из-за гипертрофии мышечной ткани и были проблемы с высоким давлением. Уже в 13 лет я выглядел очень поджаро и с очень выраженной мускулатурой, особенно для своего возраста. Я не занимался в эти годы с железом, только ходил на плавание.»
Окончил музыкальную школу по классу фортепиано.

## Антропометрия
- Рост 169 см[1]
- Соревновательный вес 100 кг[1]
- Вес в межсезонье 120 кг[1]
- Бицепс 55 см
- Грудная клетка 141 см
- Бедро 77 см

## Силовые показатели
- жим лежа: 200 кг х 12 раз, 210 кг х 8 раз[1];
- приседания со штангой на плечах: 270 кг х 8 раз[1];
- армейский жим из-за головы до уровня плеч: 140 кг х 8 раз[1];
- подъём штанги на бицепс: 90 кг х 8 раз[1].

## История выступлений
- 2006
  - Юниорский чемпионат Северо-Запада — 1 место
  - Юниорский чемпионат России — 1 место

- 2007
  - Юниорский чемпионат Северо-Запада — 1 место
  - Юниорский чемпионат России — 2 место
  - Европейский юниорский чемпионат — 1 место[1][2]

- 2008
  - Юниорский чемпионат Северо-Запада — 2 место
  - Юниорский чемпионат России — 2 место
  - Мировой чемпионат — 12 место
  - Юниорский мировой чемпионат — 4 место

- 2009
  - Юниорский чемпионат Северо-Запада — 2 место
  - Российский юниорский чемпионат — 1 место
  - Body-Extrem — 1 место
  - Гран При Атлетик Альянс — 3 место
  - Гран При Империя Фитнесса — 1 место

- 2010
  - ФИБО-экспо, Эссен, Германия 2010
  - Мировой чемпионат, Баку

- 2011
  - Арнольд Любительский 2011 — 1 место в категории тяжёлый вес[3]

- 2012
  - Арнольд Классик Европа 2012 — 1 место[1]

- 2013
  - ФИБО-экспо
  - Прага Про 2013 — 13 место
  - Арнольд Классик Европа 2013 — 16 место
  - Нордик Про 2013 — 4 место